# (55543) Nemeghaire
(55543) Nemeghaire est un astéroïde de la ceinture principale.

## Description
(55543) Nemeghaire est un astéroïde de la ceinture principale. Il fut découvert le 8 décembre 2001 à Uccle par Henri Boffin. Il présente une orbite caractérisée par un demi-grand axe de 2,69 UA, une excentricité de 0,16 et une inclinaison de 13,9° par rapport à l'écliptique.

## Compléments